# محوطه قلعه جیق
محوطه قلعه جیق در شهرستان گنبد کاووس، بخش داشلی برون، روستای هوتن واقع شده و این اثر در تاریخ ۷ مرداد ۱۳۸۲ با شمارهٔ ثبت ۹۳۲۷ به‌عنوان یکی از آثار ملی ایران به ثبت رسیده است.